# Reichsstraße 136

Die Reichsstraße 136 (R 136) war bis 1945 eine Staatsstraße des Deutschen Reichs. Sie verlief in West-Ost-Richtung im mittleren Ostpreußen und verband die Städte Angerburg (polnisch Węgorzewo) und Goldap (polnisch Gołdap) sowie die Reichsstraßen R 131, R 132 und R 137 miteinander. Ihre Gesamtlänge betrug 44 Kilometer.
Heute verläuft die Trasse der ehemaligen R 136 in der nördlichen Woiwodschaft Ermland-Masuren in Polen. Sie trägt die Bezeichnung der Woiwodschaftsstraße (Droga wojewódzka) DW 650, die jedoch bereits von Barciany (Barten) kommt und über Węgorzewo nach Gołdap führt, wo sie – wie schon die R 136 – endet.

## Straßenverlauf der R136
(heutige Droga wojewódzka 650):
Provinz Ostpreußen (heute: Woiwodschaft Ermland-Masuren):
Landkreis Angerburg (heutiger Powiat Węgorzewski):
- Angerburg (Węgorzewo) (Anschluss: R 131)
- Karlshof (Droglewo)
- Wenzken (Więcki)
- Buddern (Budry)
- Gronden (Grądy Węgorzewskie)
- Popiollen (1938–45: Albrechtswiesen) (Popioły)

(heute: Powiat Gołdapski):
- Benkheim (Banie Mazurskie)
- Sperling (Wróbel)
- Wilhelmshof (Stadnica)
- Surminnen (Surminy)

Landkreis Goldap:
- Bodschwingken (1938–45: Herandstal) (Boćwinka)
- Kettenberg (Okrasin)
- Glowken (1938–45: Thomasfelde) (Główka)
- Grabowen (1938–45: Arnswald) (Grabowo)
- Marczinowen (1934–45: Martinsdorf) (Marcinowo)
- Groß Wronken (1938–45: Winterberg) (Wronki Wielkie)
- Kleeberg (Konikowo)
- Goldap (Gołdap) (Anschluss: R 132 und R 137)